# Ambia atristrigalis
Ambia atristrigalis là một loài bướm đêm trong họ Crambidae.